# Precision Manuals Development Group
Precision Manuals Development Group (PMDG) est une société de développement d'avions virtuels pour Microsoft Flight Simulator, Prepar3D et X-Plane. Cette entreprise a été créée par le pilote de ligne Robert Randazzo qui avait pour but initial de développer des logiciels de simulation qui seraient utilisés par les compagnies aériennes dans le cadre d'entrainement. La compagnie est maintenant basée en Virginie mais a également des branches en Belgique, en Afrique du Sud et au Canada,.
Les avions de PMDG sont mondialement reconnus pour leur réalisme.

## Historique
La compagnie a débuté en commercialisant des manuels de vol détaillés (en rapport au nom). Cependant, la compagnie a migré pour le développement de logiciel de simulation d'avions en créant le Boeing 757 et le Boeing 767 pour le simulateur Fly!. Le 25 octobre 2014, PMDG annonça le développement du Boeing 747 et une nouvelle version du Boeing 757.
Avec des employés dans le monde, le siège social de PMDG se situe au nord du Nevada, à 15km au nord de l'aéroport de Reno–Tahoe. Le 4 juin 2012, PMDG a annoncé le retour en Virginie, où la compagnie avait été créée.

## Avions
PMDG a créé 9 avions pour Flight Simulator 2004 et 10 avions pour Flight Simulator X, parmi lesquels deux sont des extensions de l'appareil 747-400. 

Le Boeing 737 NGX a n'est compatible qu'avec les plateformes de simulation Flight Simulator X et Prepar3D, avec un package initial composé des versions 737-800/900, et une extension comprenant les versions 737-600 et 737-700.

PMDG a également mis au point le 777-200LR et son extension le 777-300ER aussi limité à Prepar3D V2 sorti en février 2015 et Flight Simulator X. 

Ces deux produits ont été considérés comme ceux qui offraient le meilleur réalisme. Les avions étaient respectés dans les moindres détails comme les modèles, les textures, les sons et la physique aérodynamique.
Avec l'arrivée de Prepar3D v4, le 747, 777 et 737 ont été gratuitement mis à jour de la version v3 32 bit à la version v4 64bit.
| Avions                                     | Flight Simulator 2004 | Flight Simulator X | Prepar3D V2/V3/v4 | Microsoft Flight Simulator | X-Plane 10    | Notes                                         |
| ------------------------------------------ | --------------------- | ------------------ | ----------------- | -------------------------- | ------------- | --------------------------------------------- |
| Boeing 737-600/700 NG                      | 2003                  |                    |                   |                            |               | Retiré                                        |
| Boeing 737-700 NG                          |                       |                    |                   | 09 mai 2022                |               | 737-700 Passager, Cargo et BBJ                |
| Boeing 737-800 NG                          |                       |                    |                   | 25 août 2022               |               | 737-800 Passager, Cargo (BDSF et BCF) et BBJ2 |
| Boeing 737-900 NG                          |                       |                    |                   | 07 février 2023            |               | 737-900 et 737-900ER                          |
| Boeing 737-800/900 NG Expansion            | 2003                  |                    |                   |                            |               | Retiré                                        |
| Beechcraft 1900D                           | 2004                  |                    |                   |                            |               | Retiré                                        |
| Beechcraft 1900C                           | 2004                  |                    |                   |                            |               | Retiré                                        |
| Boeing 747-400 Queen of the Skies (QOTS)   | 2005                  |                    |                   |                            |               | Retiré                                        |
| Boeing 747-400F QOTS Expansion             | 2006                  |                    |                   |                            |               | Retiré                                        |
| Boeing 747-400v2 Queen of the Skies (QOTS) |                       | 30 octobre 2007    |                   |                            |               | Retiré                                        |
| Boeing 747-8i/F QOTS Expansion             |                       | 29 juillet 2010    |                   |                            |               | Retiré                                        |
| Boeing 747LCF QOTS Expansion               |                       | 26 septembre 2010  |                   |                            |               | Retiré                                        |
| McDonnell Douglas MD-11                    | 14 octobre 2008       | 14 octobre 2008    |                   |                            |               | Retiré                                        |
| Jetstream 4100                             |                       | 9 septembre 2009   | En développement  |                            |               | Retiré                                        |
| Boeing 737-800/900 NGX                     |                       | 4 août 2011        | 6 mars 2015       |                            |               |                                               |
| Boeing 737-600/700 NGX Expansion           |                       | 29 octobre 2011    | 6 mars 2015       |                            |               |                                               |
| Boeing 777-200LR/F                         |                       | 5 septembre 2013   | 7 février 2015    |                            |               |                                               |
| Boeing 777-300ER Expansion                 |                       | 18 juillet 2014    | 7 février 2015    | 25 juin 2024               |               |                                               |
| Douglas DC-6                               |                       | 20 juillet 2017    | 20 juillet 2017   | 18 juin 2021               | 1er juin 2016 |                                               |
| Boeing 747-400 QoTS II                     |                       | 31 janvier 2017    | 31 janvier 2017   |                            |               | 400, 400BCF, 400D, 400F, 400M inclus          |
| Boeing 747-8i/F Expansion                  |                       | 22 septembre 2018  | 22 septembre 2018 |                            |               |                                               |

## Liens Externes
- Site Officiel